# Колегия (Руска империя)
Колегия (на руски: коллегия) в Руската империя се нарича централният орган за управлението на даден държавен сектор в периода от началото на XVIII до началото на XIX век. Колегията е предшественик на министерството.
Колегиите са били създадени през епохата на Петър I, за да заменят дотогавашната система от прикази (ведомства), която била загубила своето значение. За настаняването на всички колегии било издигнато колосалното Здание на Дванадесетте колегии, намиращо се на Василевския остров в Санкт Петербург. През 1802 г. колегиите са включени в новосъздадената система от министерства и с нейното развитие постепенно са премахнати.

## Причини за образуването на колегиите
През 1718 – 1719 г. бившите държавни органи (прикази) са ликвидирани и заменени с нови, по-подходящи за духа на времето на новата Петровска епоха в Руската империя.
Образуването на Управляващия сенат през 1711 г. е послужило като сигнал за сформирането на органи за държавно секторно управление – колегиите. Според плана на Петър I колегиите трябвало да заменят тромавата система от прикази и да въведат два нови принципа в държавното управление:
1. Систематично разделяне на ведомствата (Приказите често били взаимнозаменяеми, изпълнявайки една и съща функция; за една и съща задача понякога имало спорове коя институция е компетентна и коя не. Техните компетентности често се преплитали. Това внесло хаос в управлението на дадена държавна област. Други функции пък изобщо не били обхванати от нито един приказ; т. е. никое ведомство не се чувствало отговорно. Затова новите колегии трябвало да бъдат с ясно разграничени компетентности.)
2. Съвещателна процедура за решаване на казуси (Постановляенията на всяка колегия се вземали на общи събрания на нейните членове с мнозинство от гласовете (в случай на равенство председателят имал един глас повече) и били подписвани от всички заседаващи. Т. е. решенията били колективни от всички представители на даден държавен сектор, а не йерархически вземани от единични висшестоящи лица.)[1]

Тази нова форма на централни органи на държавно секторно управление била заимствана предимно от Швеция, Дания и Германия, а също така и други западноевропейски държави.

## Еволюция на системата на колегиите
Още през 1712 г. е направен опит да се създаде Търговска колегия в Руската империя чрез наемането на опитни лица от чужбина. В Германия и други европейски страни били набирани опитни адвокати и чиновници за да дойдат на работа в руски държавни учреждения. Шведските колегии се считали за най-добрите в Европа и били използвани като образец, но също и някои елементи от датските, немските и други европейски колегии били внедрени в руския модел.
Системата на колегиите обаче започва да се оформя едва в края на 1717 г. Причината за това е, че се оказало трудно да се „пречупи“ и премахне старата, до тогава действаща система на прикази. Била оказана голяма съпротива от чиновниците на приказите и те не можели да бъдат премахнати едновременно всички наведнъж. Затова, приказите били или плавно и постепенно поглъщани от колегиите (т. е. внедрявани в тях), или били запазвани до някаква степен като второстепенни ведомства, подчинени на колегиите (например, в състава на Правосъдната колегия влизали седем подчинени приказа).
- Зданието на Дванадесетте колегии на остров Василиевски в Санкт Петербург, 1805 г.
- Панорама от 1820 г.
- Коридор
- Петровската зала (залата на Сената). Това е единственият интериор в Зданието на Дванадесетте колегии, който е запазен от XVIII век.
- Останки от сградата в днешно време. Днес това е кампус на Санктпетербургския държавен университет
- Панорама от 2012 г. – вдясно се вижда остатъка от Зданието на Дванадесетте колегии

Още през 1718 г. е приет регистър на колегиите:
1. Колегия по външните работи (външна политика).
2. Военна колегия (армия).
3. Адмиралтейски съвет (флот).
4. Колегия на данъчните приходи в хазната (управление на държавните приходи: назначаване на лица, отговарящи за събирането на държавни приходи, определяне и премахване на данъчни налози, осигуряване на равнопоставеност при данъчното облагане в зависимост от равнището на доходите)
5. Колегия по правосъдия (съдилища).
6. Търговска колегия (търговия).
7. Колегия по разходите (управление на държавните разходи и и съставяне на разходните пера в бюджета за всички ведомства).
8. Минно-манифактурна колегия (отговорна за промишлеността, манифактурите и минното дело при добива на полезни изкопаеми).
9. Ревизионна колегия (осъществява ревизия на държавното имущество, а също така и на приходите и разходите в хазната с цел да не се допусне дефицит в държавния бюджет. Един вид – сметна палата).

През 1720 г. е създаден Главният магистрат (като колегия). Този орган координира работата на всички магистрати и действа като апелативен съд за тях.
Около 1720 г. е създадена Правосъдна колегия по лифландските и естонските въпроси, която от 1762 се наричала Правосъдна колегия по лифландските, естонските и финландските въпроси, която се занимавала с административно-съдебни въпроси в тия анексирани от Швеция губернии, както и с въпроси, свързани с дейностите на протестантските църкви на цялата територията на империяте.
През 1721 г. е създадена Вотчината колегия (отговорна за управленито на вотчините), която заменя Поместническия приказ.
През 1722 г. Минно-манифактурна колегия е разделена на Миньорска колегия и Манифактура колегия.
През 1726 г. е създадена Колегия по икономика.
През 1763 г. е създадена Медицинска колегия.
В резултат на реформата на местното самоуправление, проведена от Екатерина II, към средата на 1780 г. броят на колегиите рязко намалява. Преразпределението на правомощията между централните и местните власти, съчетано с необходимостта от икономия на държавни средства в хазната, довежда до факта, че функциите на колегиите от местно значение били прехвърлени на учрежденията на губерниите, а функциите от общодържавно значение били прехвърлени на Управляващия сенат. От колегиите продължават да работят само Адмиралтейската колегия, Военната колегия, Колегията по външните работи, Медицинската колегия и Съдебната колегия по лифландските, естонските и финландските въпроси.
Някои от старите колегии били възстановени за кратко в хода на преобразованията на Павел I, но въпреки това през този период принципът на управление чрез колегии все повече отстъпвал място на принципа на единовластие в рамките на разработвания от императора проект за учреждение на министерска система. В частност, възстановената Търговска колегия била възглавявана от министър на търговията; съответно, решенията вече не били вземани на колективен принцип на общи заседания от цялата колегия, а еднолично от министър. Управлението чрез колегии продължава до 1802 г., когато в „Манифестът за учреждаване на министерства“ било положено началото на по-прогресивна министерска система.

## Генерален регламент
Дейностите на колегиите се определят от Генералния регламент (Общия правилник), утвърден от Петър I на 28 февруариЮл. (10 мартГрег.) 1720 г. (загубил значение с публикуването на Сборника на законите на Руската империя).
Пълното название на този нормативен акт е: „Генерален регламент или устав, според който държавните колегии, както и всички онези служители на принадлежащите към тях канцеларии и кантори, не само във външните и вътрешните учреждения, но и при упражняването на техния чин следва да постъпват най-покорно“.
Генералният регламент въвежда системата на деловодство, наречена „колегиална“ по името на нов тип институция – колегията. В тези институции доминира колегиалният метод на вземане на решения чрез присъствието на колегията. На тази форма за вземането на решения Петър I обърнал специално внимание, като отбелязал, че „всяка по-добра уредба става чрез съвети“ (глава 2 от Общите разпоредби „Относно преимуществото на колегиите“).

## Начин на работа на колегиите
Сенатът участвал в назначаването на президенти и вицепрезиденти на всяка от колегиите (при назначаването на президента се взема предвид мнението на царя (императора). Освен тях в състава на колегиите влизат: четирима съветници, четирима заседатели (асесори), секретар, актуариус (служител, който регистрира или съставя актове), регистратор (за входящите и изходящи дневници), преводач, деловодители.
Президентът бил първият човек в колегията, но той не можел да решава нищо без съгласието на членовете на колегията. Вицепрезидентът замествал президента по време на неговото отсъствие; обикновено той му помагал при изпълнението на задълженията му като председател на колегията. В периода 1718 – 1722 г. президентите на колегиите са част от Сената, но в неговите заседания участвали само президентите на трите най-важни колегии (Външна, Военна и Адмиралтейска), както и (временно) президентът на Миньорската (рудодобивна) колегия.
Заседанията на колегията се провеждали ежедневно, с изключение на неделя и официалните празници. Те започвали работа в 6 или 8 часа́ сутринта в зависимост от сезона и продължавали 5 ча́са.
Материалите за колегиите се подготвяли в Канцеларията на колегиите, откъдето се предавали в Общото присъствие на колегиите (Общото заседание), където се обсъждаха и приемали с мнозинство от гласовете. Въпросите, по които колегиите не е успял да вземе решение, се предавали на Сената – единствената институция, на която колегиите са били подчинени.
При всяка колегия седял по един прокурор, чието задължение било да следи за правилното и безпристрастно разглеждане на делата в колегията и за спазването на указите както от колегията, така и от подчинените ѝ органи.
Централна фигура в канцелариите става секретарят. Той отговарял за организирането на деловодството на колегията, подготовката на делата за разглеждане, докладването на делата на заседанията на колегията, воденето на справочни работи по делата, оформление на решения и контрола за тяхното изпълнение, съхраняването на печата на колегията.

## Значение на колегиите
Създаването на система от колегии завършило процеса на централизация и бюрократизация на държавния апарат. Ясно разпределение на ведомствените функции, единни стандарти на дейност (съгласно Общите разпоредби) – всичко това значително отличава новия апарат от прика́зната система.
В допълнение, създаването на колегиите нанася окончателния удар на системата на т. нар. местничество, която определяла в Руската държава по времето на феодализма от XV до XVII век, кой болярин коя чиновническа длъжност ще заеме; системата била официално премахната през 1682 г., но неофициално тя все още била от значение; т. е. знатният произход и старшинство все още се вземали предвид неофициално. След създаването на колегиите, чиновници стават най-вече професионалисти и експерти. Държавната администрация се професионализира.

## Недостатъци в работата на колегиите
Грандиозният план на Петър I да разграничи ведомствените функции и да даде на всеки чиновник ясен план за действие на практика не бил съвсем изпълнен. Често колегиите се замествали една друга (както едно време приказите). Така например Минната, Манифактурната и Търговската колегия изпълнявали отчасти една и съща функция.
Дълго време най-важните функции остават извън сферата на контрола на колегиите – полицията, образованието, медицината и пощите. Постепенно обаче системата от колегии се допълва от нови секторни органи, често наричани канцеларии. Пример за това е някогашният Аптекарски приказ, който действал в Санкт Петербург от 1721 г., после бил трансформиран в Медицинска колегия, а през 1725 г. – в Медицинска канцелария. Канцелариите могат да бъдат както едноначални, така и колегиални. Т. е. решенията в тях могат да се вземат еднолично от един началник, или колективно от цялата колегия (целия личен състав). Колегиалните канцеларии нямали толкова строги и ясни регламенти както колегиите, но се доближавали до тях по структура и значение.